# Станислав Закшевски
Станѝслав Закшѐвски (на полски: Stanisław Zakrzewski) е полски историк медиевист, професор в Лвовския университет, сенатор II и III мандат (1928 – 1935), председател на Полското историческо дружество (1923 – 1936).

## Биография
Станислав Закшевски е роден на 13 декември 1873 година във Варшава. В детска възраст губи своите родители. През 1893 година завършва Пета гимназия в родния си град, след което се мести в Краков, където започва да учи история в Ягелонския университет. През 1901 година защитава докторска дисертация пред Академията на знанията и започва научна работа в организация. През 1905 година постъпва на работа в Лвовския университет. Там две години по-късно създава семинар за история на Полша. В 1923 година е избран за председател на Историческото дружество.
Умира на 15 март 1936 година.

## Научни трудове
- Studya nad bulla z r. 1136 (1901)
- Nadania na rzecz Chrystyana biskupa pruskiego w latach 1217 – 1224 : (Christian, 1. Bischof v. Preussen) (1902)
- Zagadnienia historyczne (1908)
- Opis grodów i terytoryów z północnej strony Dunaju, czyli t.z. Geograf Bawarski (1917)
- Wieki średnie (1920)
- Historya polityczna Polski (1920 – 1923)
- Mieszko I jako budowniczy Państwa Polskiego (1921)
- Najdawniejsza bulla dla Polski: spostrzeźenia nad dokumentem „Dagome iudex“ (1921)
- Bolesław Chrobry Wielki (1925)